# 조셉 몰
조셉 몰(Joseph Maull, 1781년 9월 6일, 델라웨어주 루이스 ~ 1846년 5월 3일, 델라웨어주 루이스)은 미국의 정치인으로 델라웨어 주지사이다.

## 경력
- 1817.01 ~ 1824.01 델라웨어 도버 선거구 상원의원
- 1827.01 ~ 1830.01 델라웨어 도버 선거구 상원의원
- 1831.11 ~ 1831.12 델라웨어 대의원
- 1839.01 ~ 1846.03 델라웨어 도버 선거구 상원의원
- 1846.03 ~ 1846.05 제34대 델라웨어주 주지사